# Humphrey Stafford, jarl af Stafford
Humphrey Stafford (ca. 1425 – 22. maj 1458) jarl af Stafford var den ældste søn af Humphrey Stafford, 1. hertug af Buckingham og Lady Anne Neville (d. 1480).

## Biografi
Hans morfar og mormor var Ralph Neville, 1. jarl af Westmorland, og Joan Beaufort, grevinde af Westmorland. Hans morbrødre var blandt andre Richard Neville, 5. jarl af Salisbury (far til Warwick, Kongemageren), Robert Neville, der først var biskop af Salisbury og derefter biskop af Durham, William Neville, 1. jarl af Kent og Edward Neville, 3. baron Bergavenny. Hans mest fremtrædende moster var Cecily Neville, hustru til Richard Plantagenet, 3. hertug af York og mor til blandt andet Edvard 4. af England, Edmund, jarl af Rutland, Georg Plantagenet, 1. hertug af Clarence, Richard 3. af England, Anne, hertuginde af Exeter, Elizabeth, hertuginde af Suffolk og Margrete, hertuginde af Burgund. Andre mostre omfattede Eleanor Neville, 2. grevinde af Northumberland og Katherine Neville, 2. hertuginde af Norfolk.
Lord Stafford kæmpede under sin svigerfar for Huset Lancaster under det Det 1. slag ved St Albans. Han ser ud til at være blevet hårdt såret under dette slag og døde enten af sine sår eller af pest, idet han døde før sin egen far i 1458.
Stafford blev gift med Lady Margaret Beaufort, datter af Edmund Beaufort, 2. hertug af Somerset og Lady Eleanor Beauchamp. Lady Margaret var søster til Henry Beaufort, 3. hertug af Somerset (henrettet 15. maj 1464, efter Slaget ved Hexham) og Edmund Beaufort, 4. hertug af Somerset (henrettet 6. maj 1471 efter Slaget ved Tewkesbury). Hendes morfar og mormor  var Richard Beauchamp, 13. jarl af Warwick og hans første hustru Elizabeth Berkeley. På sin fars side var hun en niece af Joan Beaufort, dronningen af Skotland og fætter til Lady Margaret Beaufort (mor til kong Henrik 7.). På sin mors side var lady Margaret niece af Anne Beauchamp, 16. grevinde af Warwick og som sådan kusine til Isabel, hertuginde af Clarence, og dronning Anne Neville.
Lord og lady Stafford fik én søn, Henry Stafford (1455-1483). Henry blev tituleret jarl af Stafford efter sin fars død i 1458 og fulgte sin farfar som hertug af Buckingham efter farfarens død i Slaget ved Northampton den 10. juli 1460.